# Canton de Villeneuve-sur-Yonne
Le canton de Villeneuve-sur-Yonne est une circonscription électorale française située dans le département de l'Yonne et la région Bourgogne-Franche-Comté.

## Histoire
- Le canton s'appelait Villeneuve-le-Roi au XIXe siècle.

- À la suite du redécoupage cantonal de 2014, les limites territoriales du canton sont remaniées. Le nombre de communes du canton passe de 8 à 12.

## Représentation

### Conseillers d'arrondissement (de 1833 à 1940)
Le canton de Villeneuve-sur-Yonne appartenait à l'arrondissement de Joigny jusqu'à sa disparition en 1926.
| Période                                  | Période      | Identité                                   | Étiquette | Qualité |
| ---------------------------------------- | ------------ | ------------------------------------------ | --------- | --- |
| 1833                                     | 1836         | Alexis Bonardi, Baron du Ménil (1793-1878) |           | Officier de cavalerie, propriétaire du château et maire de Piffonds                                         |
| 1836                                     | 1858         | Narcisse Hippolyte Leblanc                 |           | Maître de poste, propriétaire à Villeneuve-sur-Yonne                                                        |
| 1858                                     | 1870         | Armand de Blanquet du Chayla               |           | Propriétaire à Villeneuve-sur-Yonne                                                                         |
| 1870                                     | 1886         | Arsène Bondoux                             |           | Marchand de bois à Villeneuve-sur-Yonne                                                                     |
| 1886                                     | 1897 (décès) | Georges Louis Albert Laffrat (1843-1897)   |           | Notaire, maire de Villeneuve-sur-Yonne, suppléant du juge de paix                                           |
| 1898                                     | 1904         | Edme Onésime Démosthène Viault             |           | Vétérinaire à Villeneuve-sur-Yonne                                                                          |
| 1904                                     | 1919         | Paul Rapin                                 | Radical   | Adjoint au maire de Villeneuve-sur-Yonne                                                                    |
| 1919                                     | 1934         | Anselme Milachon                           |           | Maire de Villeneuve-sur-Yonne                                                                               |
| 1934                                     | 1940         | Robert Guet                                |           | Agriculteur à Villeneuve-sur-Yonne                                                                          |
| 1940                                     |              |                                            |           | Les conseils d'arrondissement ont été suspendus par la loi du 12 octobre 1940 et n'ont jamais été réactivés |
| Les données manquantes sont à compléter. |              |                                            |           | |

### Conseillers généraux de 1833 à 2015
| Période | Période      | Identité                                          | Étiquette       | Qualité |
| ------- | ------------ | ------------------------------------------------- | --------------- | --- |
| 1833    | 1857 (décès) | Baron Anne Léonard Camille Basset de Châteaubourg |                 | Ancien Préfet Maire de Villeneuve-le-Roi (Villeneuve-sur-Yonne)                                                      |
| 1858    | 1871         | Arnold Bonneville de Marsangy                     |                 | Conseiller à la Cour Impériale de Paris Avocat de la Grande Chancellerie de la Légion d'honneur Propriétaire à Paris |
| 1871    | 1883         | Gustave Huriot                                    | Républicain     | Directeur de l'Institution des sourdes-muettes à Bordeaux (Gironde) Rédacteur de La Liberté                          |
| 1883    | 1895         | Joseph Arnaud de l'Ariège                         | Républicain     | Avocat, propriétaire à Villechétive                                                                                  |
| 1895    | 1901         | Henri Bondoux                                     | Républicain     | Juge au Tribunal civil de la Seine                                                                                   |
| 1901    | 1925         | Paul Mayaud                                       | Rad.            | Pharmacien - Maire de Villeneuve-sur-Yonne (1900-1908 et 1913-1919) Député (1919-1924)                               |
| 1925    | 1931         | Anatole Paillot                                   | Rad.            | Directeur d'école à Villeneuve-sur-Yonne                                                                             |
| 1931    | 1934         | Marcel Petiot                                     | DVG             | Médecin Maire de Villeneuve-sur-Yonne (1927-1935)                                                                    |
| 1934    | 1940         | Marie-Eugène Duran                                | DVD             | Médecin Maire de Villeneuve-sur-Yonne (1941-1947) Nommé conseiller départemental en 1943                             |
|         |              |                                                   |                 | |
| 1945    | 1955         | Louis Condemine                                   | DVD             | Maire de Villeneuve-sur-Yonne (1947-1959)                                                                            |
| 1955    | 1967         | Pierre Seguin                                     | DVD             | Ingénieur de l'Ecole centrale des Arts et Manufactures Maire de Villeneuve-sur-Yonne (1959-1965)                     |
| 1967    | 1993 (décès) | Roland Bonnion                                    | SE* puis UDF-PR | Instituteur, secrétaire de mairie Maire de Villeneuve-sur-Yonne (1977-1993)                                          |
| 1993    | 2011         | Jean-Luc Dauphin                                  | RPR puis UMP    | Professeur, historien Maire de Villeneuve-sur-Yonne (1995-2001)                                                      |
| 2011    | 2015         | Cyril Boulleaux                                   | DVG ex-PS       | Cadre Maire de Villeneuve-sur-Yonne (2001-2020)                                                                      |

En 1967, M. Bonnion était soutenu par le PCF et par la FGDS (source : l'Yonne républicaine du 2 octobre 1967).

### Représentation depuis 2015
| Période élective | Période élective | Mandat | Mandat   | Identité                                     | Nuance | Nuance | Qualité                                        |
| ---------------- | ---------------- | ------ | -------- | -------------------------------------------- | ------ | ------ | ---------------------------------------------- |
| 2015             | 2021             | 2015   | 2021     | Erika Roset                                  |        | DLF    | Formatrice, Marsangy                           |
| 2015             | 2021             | 2015   | 2015     | Claude Thion (Démissionne le 20 mai 2015)    |        | FN     |                                                |
| 2015             | 2021             | 2015   | 2015     | André Fischer (Remplaçant, refuse de siéger) |        | FN     | Retraité, Brannay                              |
| 2015             | 2021             | 2015   | 2021     | Élisabeth Frassetto                          |        | DVD    | Conseillère municipale de Villeneuve-sur-Yonne |
| 2021             | 2028             | 2021   | en cours | Élisabeth Frassetto                          |        | DVD    | Conseillère sortante                           |
| 2021             | 2028             | 2021   | en cours | Lionel Terrasson                             |        | DVD    | Fonctionnaire, maire d'Étigny                  |

### Résultats détaillés

#### Élections de mars 2015
À l'issue du 1er tour des élections départementales de 2015, deux binômes sont en ballottage : Erika Roset et Claude Thion (FN, 35,02 %) et Cyril Boulleaux et Liliane Lavaux (Union de la Gauche, 27,21 %). Le taux de participation est de 50,56 % (4 779 votants sur 9 453 inscrits) contre 51,97 % au niveau départemental et 50,17 % au niveau national.
Au second tour, Erika Roset et Claude Thion (FN) sont élus avec 50,67 % des suffrages exprimés et un taux de participation de 51,75 % (2 267 voix pour 4 892 votants et 9 453 inscrits).
Claude Thion a démissionné de son mandat le 20 mai 2015. Il est remplacé par André Fischer qui refuse de siéger.
Une élection partielle a eu lieu les 5 et 12 juin 2015 afin d'élire un nouveau conseiller départemental. Au second tour, Élisabeth Frassetto est élue avec 56,74 % des suffrages exprimés contre 43,26 % à son challenger, Cyril Boulleaux, maire de Villeneuve-sur-Yonne et une participation de 28 % des inscrits.
La conseillère départementale Erika Roset a déclaré le 25 juin avoir quitté le Front national.

#### Élections de juin 2021
Le premier tour des élections départementales de 2021 est marqué par un très faible taux de participation (33,26 % au niveau national). Dans le canton de Villeneuve-sur-Yonne, ce taux de participation est de 31,97 % (3 087 votants sur 9 655 inscrits) contre 35,12 % au niveau départemental. À l'issue de ce premier tour, deux binômes sont en ballottage : Élisabeth Frassetto et Lionel Terrasson (DVD, 38,09 %) et Audrey Lopez et Xavier Rosalie (RN, 36,22 %).
Le second tour des élections est marqué une nouvelle fois par une abstention massive équivalente au premier tour. Les taux de participation sont de 34,36 % au niveau national, 36,29 % dans le département et 32,71 % dans le canton de Villeneuve-sur-Yonne. Élisabeth Frassetto et Lionel Terrasson (DVD) sont élus avec 58,99 % des suffrages exprimés (1 736 voix pour 3 154 votants et 9 642 inscrits),,. 

## Composition

### Composition avant 2015
Le canton comprenait huit communes.
| Nom                              | Code Insee | Codepostal | Superficie (km2) | Population (dernière pop. légale) | Densité (hab./km2) |
| -------------------------------- | ---------- | ---------- | ---------------- | --------------------------------- | ------------------ |
| Villeneuve-sur-Yonne (chef-lieu) | 89464      | 89500      | 40,00            | 5 326 (2012)                      | 133                |
| Armeau                           | 89018      | 89500      | 10,31            | 765 (2012)                        | 74                 |
| Les Bordes                       | 89051      | 89500      | 18,68            | 542 (2012)                        | 29                 |
| Bussy-le-Repos                   | 89060      | 89500      | 23,79            | 415 (2012)                        | 17                 |
| Chaumot                          | 89094      | 89500      | 14,86            | 721 (2012)                        | 49                 |
| Dixmont                          | 89142      | 89500      | 42,18            | 875 (2012)                        | 21                 |
| Piffonds                         | 89298      | 89330      | 24,55            | 607 (2012)                        | 25                 |
| Rousson                          | 89327      | 89500      | 5,62             | 417 (2012)                        | 74                 |

### Composition depuis 2015
Le canton est désormais composé de douze communes entières.
| Nom                                          | Code Insee | Intercommunalité            | Superficie (km2) | Population (dernière pop. légale) | Densité (hab./km2) | Modifier                                    |
| -------------------------------------------- | ---------- | --------------------------- | ---------------- | --------------------------------- | ------------------ | ------------------------------------------- |
| Villeneuve-sur-Yonne (bureau centralisateur) | 89464      | CA du Grand Sénonais        | 40,00            | 5 130 (2022)                      | 128                | modifier les données · modifier les données |
| Armeau                                       | 89018      | CA du Grand Sénonais        | 10,31            | 759 (2022)                        | 74                 | modifier les données · modifier les données |
| Les Bordes                                   | 89051      | CA du Grand Sénonais        | 18,68            | 553 (2022)                        | 30                 | modifier les données · modifier les données |
| Bussy-le-Repos                               | 89060      | CC du Gâtinais en Bourgogne | 23,79            | 455 (2022)                        | 19                 | modifier les données · modifier les données |
| Chaumot                                      | 89094      | CC du Gâtinais en Bourgogne | 14,86            | 701 (2022)                        | 47                 | modifier les données · modifier les données |
| Dixmont                                      | 89142      | CA du Grand Sénonais        | 42,18            | 898 (2022)                        | 21                 | modifier les données · modifier les données |
| Étigny                                       | 89160      | CA du Grand Sénonais        | 6,86             | 752 (2022)                        | 110                | modifier les données · modifier les données |
| Marsangy                                     | 89245      | CA du Grand Sénonais        | 14,68            | 858 (2022)                        | 58                 | modifier les données · modifier les données |
| Passy                                        | 89291      | CA du Grand Sénonais        | 5,74             | 329 (2022)                        | 57                 | modifier les données · modifier les données |
| Piffonds                                     | 89298      | CC du Gâtinais en Bourgogne | 24,55            | 588 (2022)                        | 24                 | modifier les données · modifier les données |
| Rousson                                      | 89327      | CA du Grand Sénonais        | 5,62             | 386 (2022)                        | 69                 | modifier les données · modifier les données |
| Véron                                        | 89443      | CA du Grand Sénonais        | 15,91            | 1 853 (2022)                      | 116                | modifier les données · modifier les données |
| Canton de Villeneuve-sur-Yonne               | 8920       |                             | 223,18           | 13 262 (2022)                     | 59                 | modifier les données                        |

## Démographie
En 2022, le canton comptait 13 262 habitants, en évolution de −3,01 % par rapport à 2016 (Yonne : −1,95 %, France hors Mayotte : +2,11 %).
| 2013   | 2018   | 2022   |
| ------ | ------ | ------ |
| 13 613 | 13 491 | 13 262 |